# Порија
Порија је насељено мјесто у општини Калиновик, Република Српска, БиХ. Према попису становништва из 1991. у насељу је живјело 8 становника. Према попису становништва из 2013. у насељу није било становника.

## Географија
Порија се налазе на улазу на висораван Морине, на надморској висини од око 1100 метара.

## Становништво
| Националност | 1991. |
| Срби         | 8     |
| Укупно       |       |

| Демографија | Демографија | Демографија |
| Година      | Становника  | Становника  |
| ----------- | ----------- | ----------- |
| 1961.       | 140         |             |
| 1971.       | 58          |             |
| 1981.       | 5           |             |
| 1991.       | 8           |             |
| 2013.       | 0           |             |